# كأس الاتحاد الإنجليزي 1955–56
كأس الاتحاد الإنجليزي 1955–56 (بالإنجليزية: 1955–56 FA Cup)‏ هو الموسم 75 من  كأس الاتحاد الإنجليزي. أقيم خلال الفترة 10 سبتمبر 1955 وحتى 5 مايو 1956، والذي يشرف على تنظيمه الاتحاد الإنجليزي لكرة القدم، وفاز فيه مانشستر سيتي.